# Bestämmelser för civil luftfart
Bestämmelser för civil luftfart eller BCL var ett nationellt regelverk för den civila luftfarten i Sverige. Under första delen av  2000-talet började föreskrifter att istället publiceras enligt systemet LFS ÅÅÅÅ:NN (LFS för Luftfartsstyrelsen). sedan Transportstyrelsen bildades ges föreskrifterna istället prefixet TSFS. Trots att lång tid gått sedan beslutet att sluta publicera nya BCL finns fortfarande vissa föreskrifter kvar med benämningen BCL, men de blir allt färre.
Aktuella BCL är publicerade i Transportstyrelsens författningssamling, se denna länk.
De nationella regelverken för civil luftfart i Europa, inklusive de svenska, hänvisar i stor utsträckning vidare till internationella regelverk utarbetade av JAA och EASA. Det finns fortfarande områden som helt regleras nationellt. Även dessa följer de internationella bestämmelserna så långt det är praktiskt möjligt.

## Avsnitt
BCL har flera avsnitt: 
- BCL-A: Administrativa bestämmelser
- BCL-C: Certifikatbestämmelser
- BCL-D: Driftbestämmelser
- BCL-F: Flygplatser
- BCL-FT: Flygtrafiktjänst
- BCL-M: Materielbestämmelser
- BCL-MET: Meteorologisk tjänst
- BCL-SEC: Luftfartsskydd
- BCL-T: Trafikregler för Luftfart